# Цибульський Павло Данилович
Павло́ Дани́лович Цибу́льський (24 червня 1917, Кам'янець-Подільський — 11 травня 1984, Львів) — український письменник. Член Спілки письменників України (нині Національна спілка письменників України) від 1958 року.

## Біографія
Народився в родині робітника шляхової дільниці. Коли хлопчикові минало два роки, помер батько, і матері, батракуючи, довелося самій ростити дітей. Закінчивши семирічку, Павло пішов працювати. Він поєднував роботу чорноробом на заводі та навчання на робітничому факультеті з комсомольською роботою.
1936 року Кам'янець-Подільський міськком комсомолу послав юнака вчитися до Харківського комуністичного газетного училища імені Миколи Островського. Навчаючись в училищі, молодий журналіст працював у багатотиражках Харкова, в обласній молодіжній газеті, друкував нариси, опублікував свій перший етюд «Березень» («Весна в Лісопарку»).

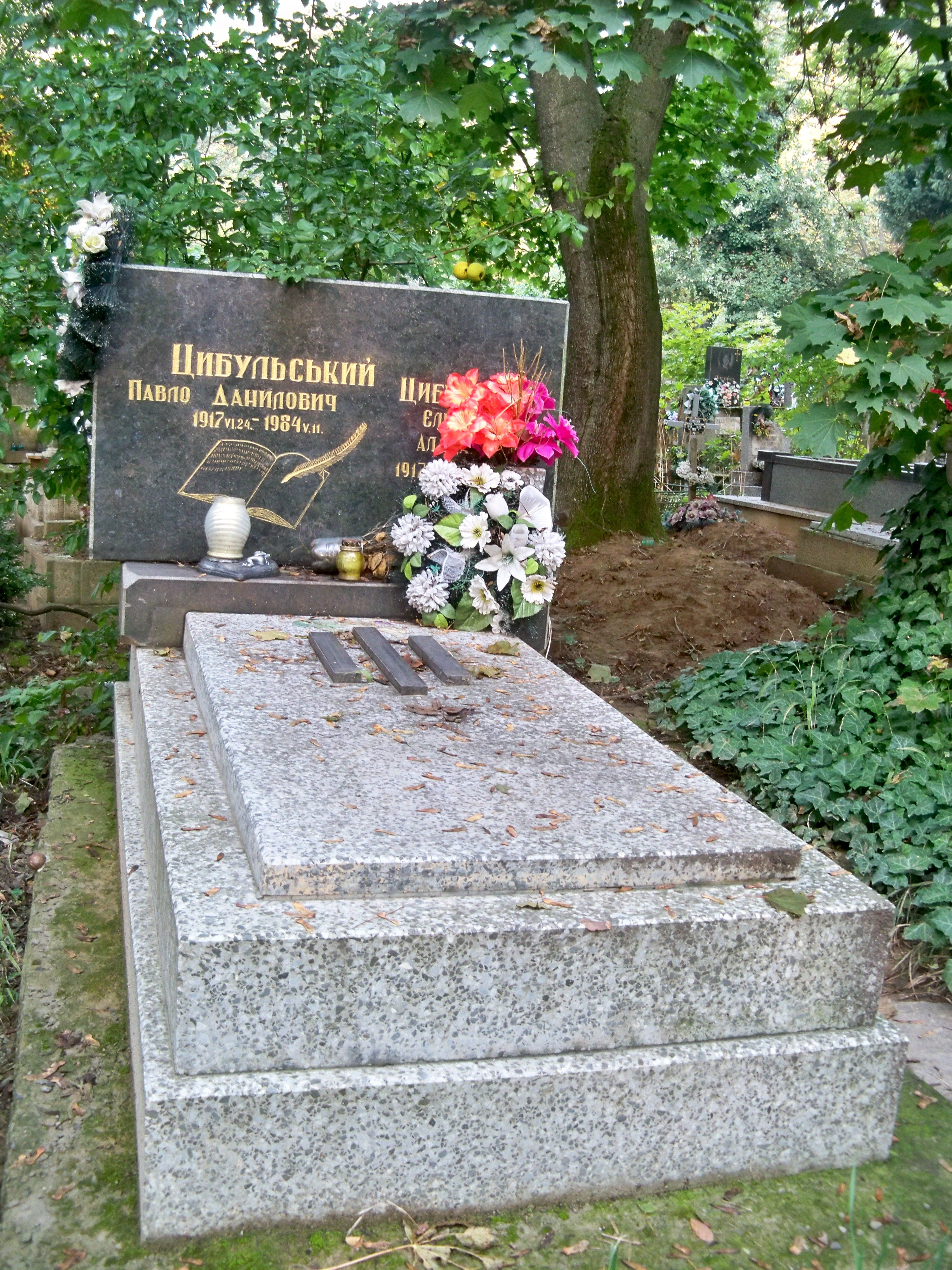
Могила П. Цибульського. Ужгород

1940 року Цибульський вступив до Українського комуністичного інституту журналістики (УКІЖ) у Харкові.
Понад чотири роки Павло Цибульський провів на війні як політпрацівник. У складі радянських військ визволяв Україну, Румунію, Болгарію, Югославію, Угорщину, де й зустрів День Перемоги. Потім до осені 1946 року служив у радянських військах на території Австрії та Чехословаччини.
У листопаді 1946 року Цибульський поїхав працювати кореспондентом газети «Радянський селянин» на Закарпаття. Пізніше очолював відділ літератури та мистецтва газети «Молодь Закарпаття», редакцію художньої літератури Закарпатського видавництва. Від 1955 року перебував на творчій роботі. Вчився в Ужгородському університеті.
Був членом КПРС.

## Твори
Писати оповідання, нариси почав 1936 року.
Збірки оповідань
- «Весняний вітер» (1954),
- «Вечір у винарні Штрауса» (1956),
- «Росте при дорозі шипшина» (1959),
- «Три вдовиці» (1960),
- «Дарек» (1961),
- «Гори і люди» (1962),
- «Струни» (1963),
- «Маки над морем» (1965),
- «Тепло чужої руки» (1967),
- «Акордеон з Клінгенталя» (1971),
- «Гірське джерело» (1976) — найкращі оповідання різних років.

У романі «Вуличка на околиці міста» (1973) відтворив життя й побут жителів Кам'янця-Подільського та його округи. 1977 року цей роман накладом 30 тисяч примірників побачив світ у московському видавництві «Советский писатель» (авторизований переклад російською мовою Бориса Турганова).